# Sphinctour
Sphinctour es un álbum en vivo de la banda de metal industrial estadounidense Ministry publicado en 2002 por Sanctuary Records. Contiene varias grabaciones de la gira de 1996 en soporte del álbum Filth Pig.

## Lista de canciones
| N.º | Título         | Duración |  |
| 1.  | «Psalm 69»     | 5:04     |  |
| 2.  | «Crumbs»       | 3:54     |  |
| 3.  | «Reload»       | 2:33     |  |
| 4.  | «Filth Pig»    | 6:30     |  |
| 5.  | «So What»      | 9:45     |  |
| 6.  | «Just One Fix» | 4:38     |  |
| 7.  | «N.W.O.»       | 6:04     |  |
| 8.  | «Hero»         | 2:38     |  |
| 9.  | «Thieves»      | 5:14     |  |
| 10. | «Scarecrow»    | 7:56     |  |
| 11. | «Lava»         | 8:43     |  |
| 12. | «The Fall»     | 8:02     |  |
| 13. | «Stigmata»     | 9:14     |  |

## Créditos
- Al Jourgensen - voz, armónica ("Filth Pig"), guitarra eléctrica ("Just One Fix", "N.W.O."), producción
- Paul Barker - bajo, teclados ("The Fall"), producción
- Rey Washam - batería
- Louis Svitek - guitarra
- Duane Buford - teclados
- Zlatko Hukic - guitarras